# Mlhovina Severní Amerika
Mlhovina Severní Amerika (také známá jako NGC 7000 nebo Caldwell 20) je velmi velká, za dobrých podmínek pouhým okem viditelná, emisní mlhovina. Objevil ji britský astronom William Herschel 24. října 1786. Nachází se blízko hvězdy Deneb (nejjasnější v souhvězdí Labutě). Název dostala podle svého vzhledu, její tvar totiž připomíná obrys světadílu Severní Amerika, zejména jejího východního pobřeží mezi Mexickým zálivem a Floridou.
Spolu s mlhovinou Pelikán tvoří jednu soustavu mlhovin, která se nachází ve vzdálenosti přibližně 1 950 světelných let od Země a ve které probíhá tvorba hvězd, jak to dosvědčuje přítomnost různých mladých hvězd a Herbigových-Harových objektů – tyto jevy se týkají především hvězd s malou a střední hmotností.
Díky její celkové jasnosti a velké rozloze patří mlhovina mezi nejvíce fotografované objekty severní noční oblohy.

## Pozorování

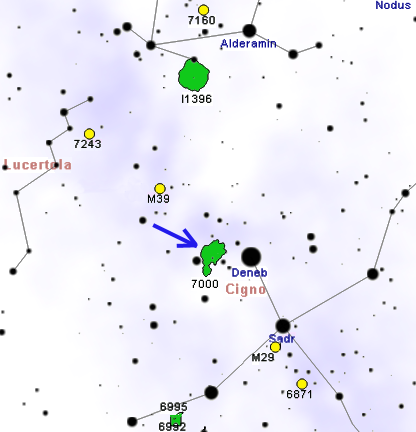
Poloha NGC 7000 v souhvězdí Labutě.

Mlhovina Severní Amerika se rozprostírá na ploše odpovídající přibližně desetinásobku plochy Měsíce v úplňku, ale její plošná jasnost je nízká, a proto není snadné ji spatřit pouhým okem. Na obloze se nachází ve východní části souhvězdí, přibližně 3° východně od jasné hvězdy Deneb (α Cygni) ve velmi jasné a bohaté části severní Mléčné dráhy. V triedru se širokým zorným polem (kolem 3°) vypadá jako prohnutá mlhavá světlá skvrna, která je sotva postřehnutelná, a to pouze za podmínky dostatečně průzračné tmavé oblohy. Pomocí dalekohledu je možné v ní rozlišit nějaké podrobnosti, ale velké zvětšení neumožní sledovat ji celou. Nejznámější část mlhoviny je velký oblouk, který dokonale připomíná tvar Mexického zálivu. Mlhovina v celé její velikosti a především její červené barvě, kterou získává díky spektrálním čarám vodíku Hα, je viditelná pouze na fotografiích.
Mlhovina má střední severní deklinaci, proto je na velké části severní polokoule cirkumpolární, včetně měst jako je Paříž a Vídeň. Pro pozorovatele na severní polokouli je tedy její pozorování snadné. Naopak na jižní polokouli je viditelná pouze nízko nad severním obzorem a jižně od 46° jižní šířky není viditelná vůbec.

## Vlastnosti

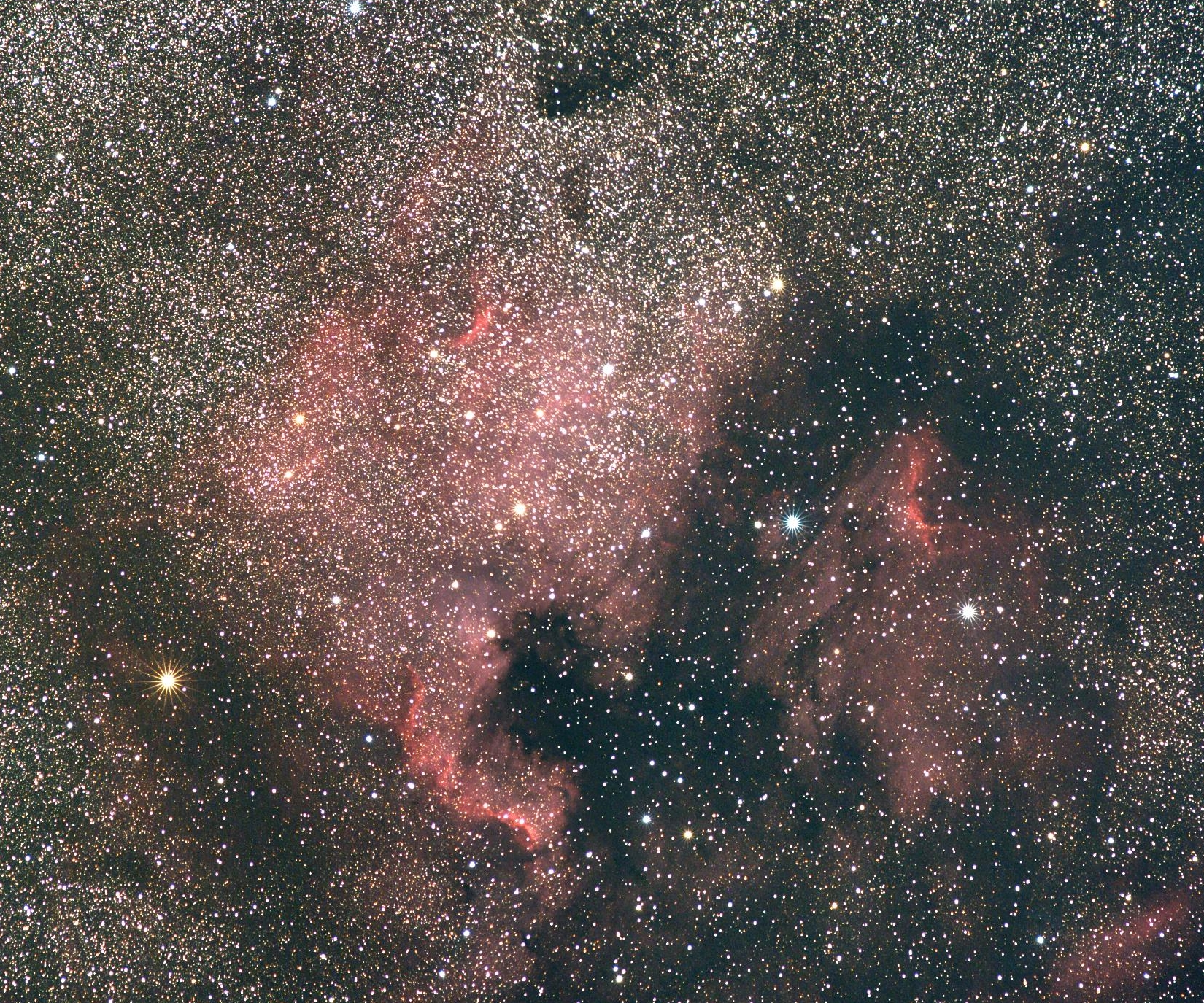
Mlhovina Severní Amerika (vlevo) a Pelikán (vpravo)

Mlhovina Severní Amerika a sousední mlhovina Pelikán (IC 5070) spolu tvoří jedno velké mezihvězdné mračno ionizovaného vodíku, takzvanou HII oblast.
Toto mračno se označuje jako W80, má rozlohu přibližně 3° a obsahuje rádiový zdroj DR 27. Ve skutečnosti je tedy mlhovina Severní Amerika a mlhovina Pelikán jeden mezihvězdný oblak, který je zastíněný jiným temným oblakem ležícím mezi mlhovinou a Zemí, a tak vzniká obrys Severní Ameriky a Pelikána. Tento temný oblak plynu se označuje jako LDN 935 a tvoří s mlhovinou jednu soustavu. V oblasti se nachází také několik otevřených hvězdokup, jako například NGC 6996.
Tato soustava mlhovin je ve skutečnosti osvětlenou součástí velkého souboru plynu a prachu, známého jako Velká trhlina v Labuti, který je velmi zřetelný, protože zcela zakrývá hvězdy ležící za ním, a tedy i jas Mléčné dráhy. Dlouhou dobu nebyla s jistotou známa hvězda, která je zodpovědná za ionizaci vodíku v mračnu. Kdyby to byla hvězda Deneb, jak tvrdí některé zdroje, musela by se nacházet ve vzdálenosti 1 800 světelných let a její skutečný rozměr by musel být 100 světelných let (zdánlivý průměr 6°). Tato domněnka se tedy zdá být nepravdivá. Výzkum provedený na různých vlnových délkách pomohl najít dvacítku zdrojů záření, kterými jsou hvězdy ponořené v oblaku, nebo skryté za ním. Mezi těmito hvězdami vyniká 2MASS J205551.25+435224.6, což je osamocený zdroj, který se nachází za tmavým pásem LDN 935, ale je dobře viditelný v blízkém infračerveném pásmu a jeho původcem je mladá modrá hvězda spektrální třídy O5V. Její poloha je zvláště zajímavá, neboť se nachází v přesném geometrickém středu této soustavy mlhovin, a díky tomu je tedy hlavním členem zodpovědným za ionizaci okolního plynu.
Různé výzkumy odvozují vzdálenost soustavy mlhovin v rozsahu 500 až 100 parseků (1 630-3 260 světelných let) od Slunce. Taková nepřesnost je v podstatě způsobena obtížností pozorování této oblasti oblohy, která je velmi hustá díky překrývání velkého počtu různých mlhovin podél směru našeho pohledu. Toto překrývání je způsobeno směřováním našeho pohledu právě ve směru osy ramena Orionu, což je spirální galaktické rameno, ve kterém se nachází i Slunce. Nejnovější odhady této vzdálenosti výrazně snížily svou nepřesnost a shodují se na hodnotě 600 ±50 parseků (1956 ±163 světelných let).

## Tvorba hvězd

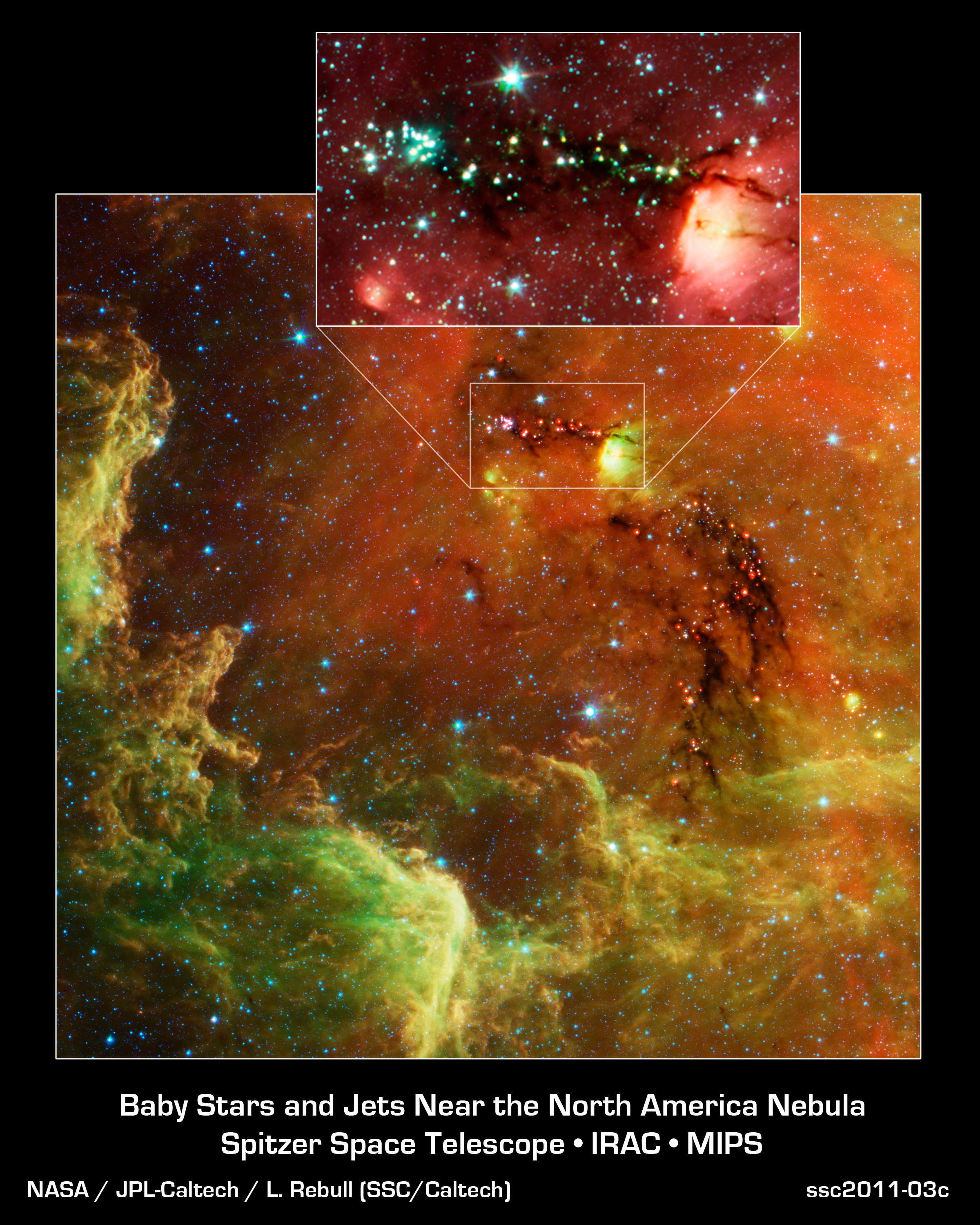
Oblast doteku mlhoviny s oblakem LDN 935, místo tvorby nových hvězd. Infračervený snímek v nepravých barvách ze Spitzerova vesmírného dalekohledu.

Oblast oblohy ve směru pohledu na mlhoviny Severní Amerika a Pelikán obsahuje velké množství mladých hvězdných objektů, což dokazuje přítomnost hvězd zářících v pásmu Hα. Tyto hvězdy se dělí podle jejich hmotnosti na hvězdy spektrální třídy Be a na hvězdy typu T Tauri. Podle vědců, kteří prvně zapsali do katalogu tento typ hvězd ve zmíněné oblasti, se hvězdy Be nachází ve větší vzdálenosti než hvězdy typu T Tauri, které by naopak měly být fyzicky spojeny s mlhovinou.
Následné průzkumy objevily v oblaku LDN 935 několik stovek hvězd vyzařujících Hα; ze 430 jednotlivých hvězd jich přibližně 10 % patří mezi hvězdy před hlavní posloupností.
Několik těchto hvězd s malou hmotností tvoří malou hvězdokupu ponořenou do oblaku LDN 935.
Kromě těchto hvězd se zde nachází dalších 700 hvězd s přebytkem infračerveného záření, což je typická vlastnost mladých hvězd obklopených protoplanetárním diskem nebo plynem.
Průzkum z roku 2009, který dělal rozbor všech mladých hvězd v této oblasti, zaznamenal v oblaku LDN 935 přítomnost osmi velkých seskupení, ve kterých sídlí přibližně třetina ze všech mladých hvězd v mlhovině. Průměrné stáří těchto hvězd se pohybuje kolem 3 milionů let, stáří některých se blíží k 10 milionům let.
Další známkou, která dosvědčuje nedávnou tvorbu hvězd, je přítomnost velkého počtu HH objektů. 44 z nich, tedy velká část, byla nalezena na přelomu 90. let 20. století a počátku 21. století a jsou rozděleny mezi mlhovinu Severní Amerika a mlhovinu Pelikán.
Část těchto objektů je zhuštěna v temné oblasti, která svým tvarem připomíná Mexický záliv a patří k LDN 935. V této oblasti také bylo nalezeno mnoho polárních výtrysků, které potvrzují, že oblak LDN 935 je významným místem tvorby hvězd.

## Galerie

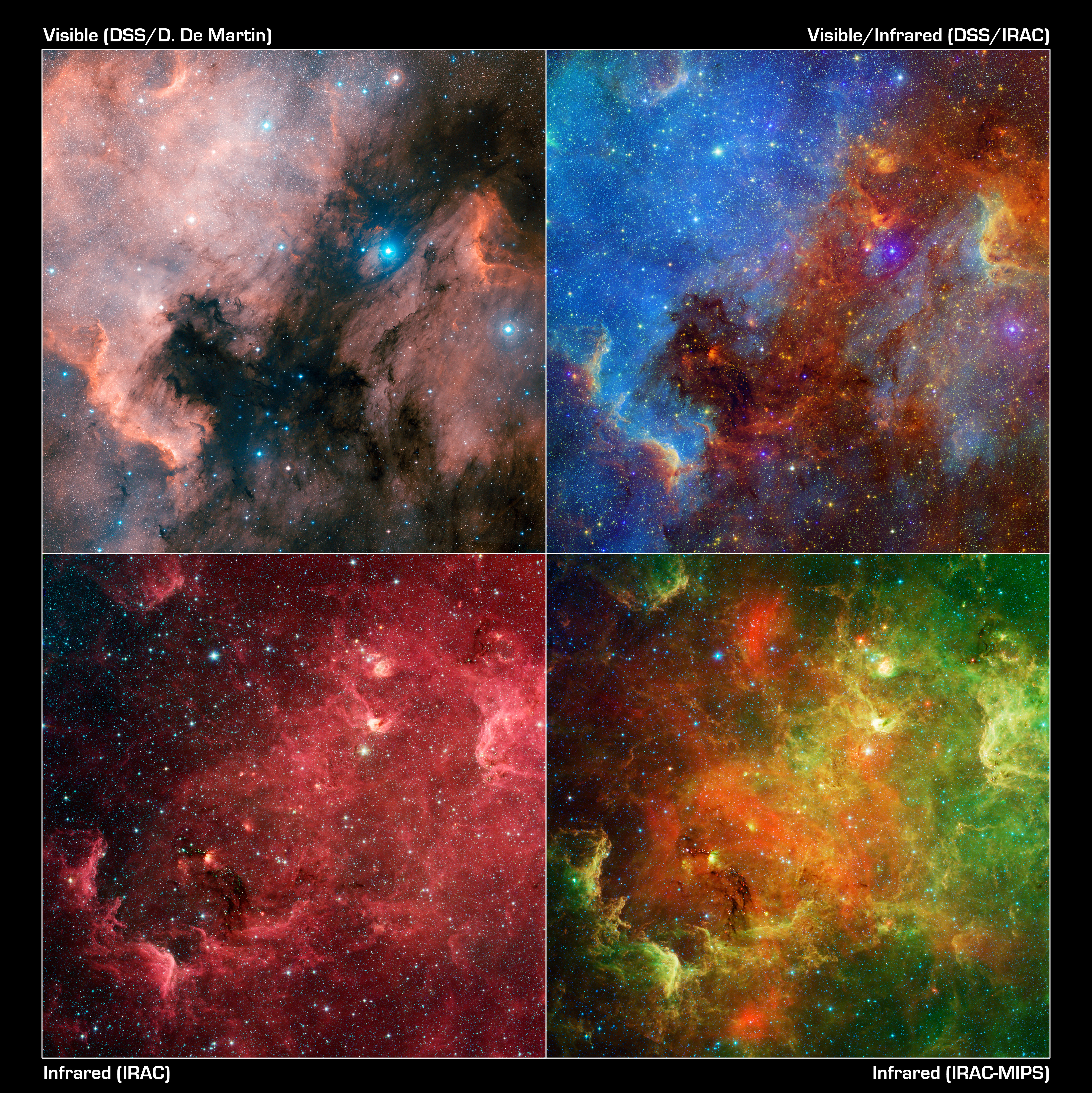
Obrázek ukazující výraznou změnu vzhledu mlhoviny při snímání ve viditelném nebo infračerveném spektru. Autor: Digitized Sky Survey/Spitzerův vesmírný dalekohled.
- Krátké video o snímcích mlhoviny v infračerveném spektru. Autor: NASA.
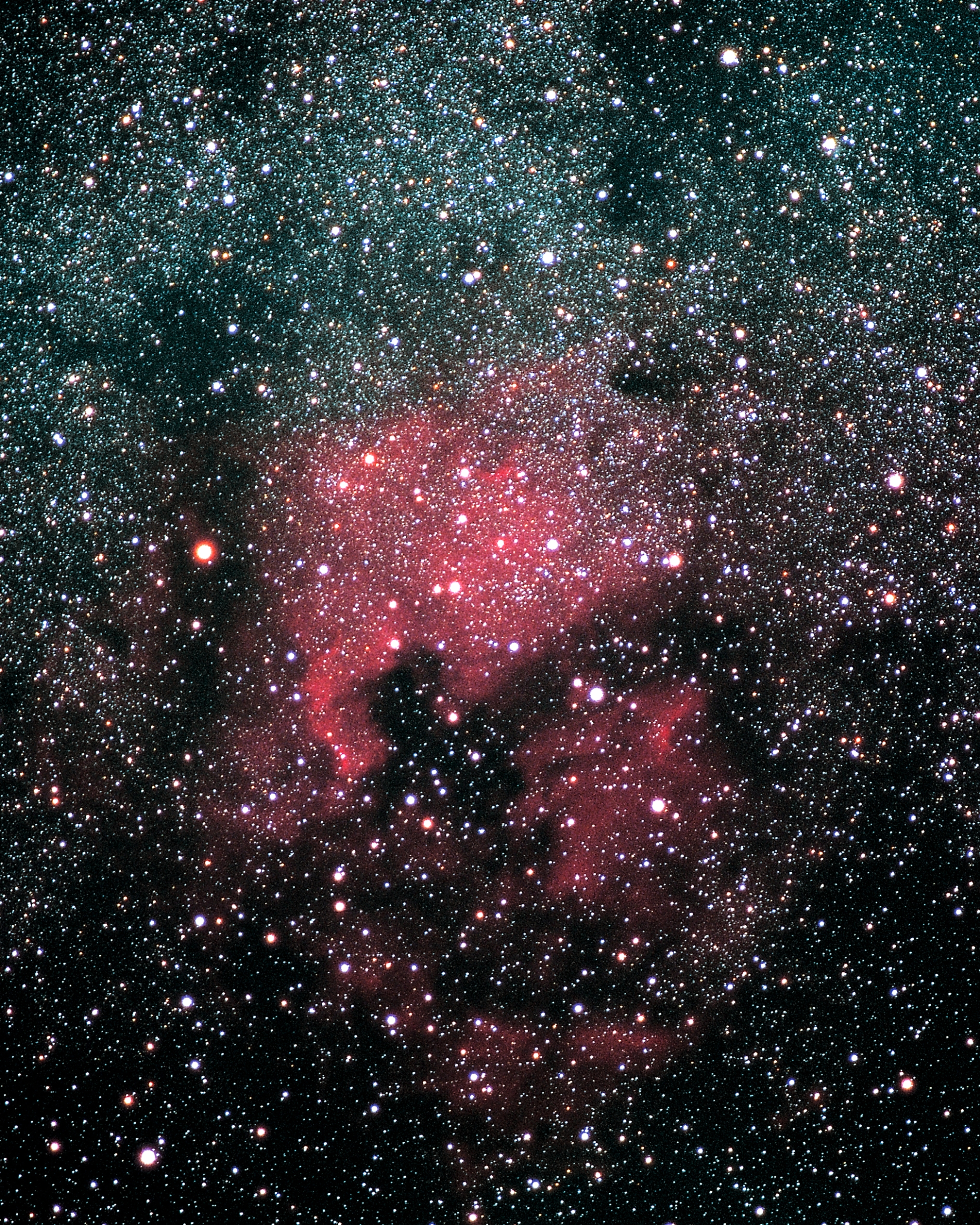
Širokoúhlý amatérský snímek mlhoviny. Autor: Luc Viatour / www.Lucnix.be
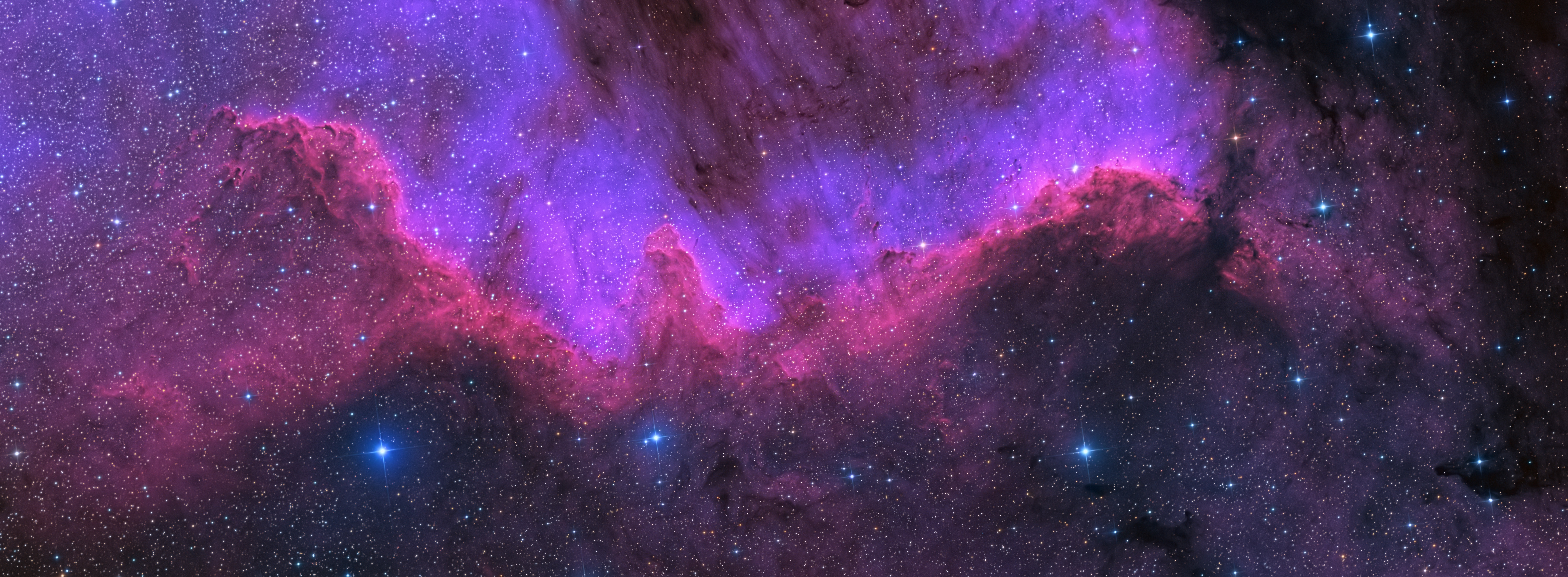
Cygnus Wall (část mlhoviny Severní Amerika). Složený snímek v nepravých barvách. Autor: Ken Crawford.